# Oktavformat
Oktavformat eller oktavo, ofta skrivet 8:o, är en storleksbeteckning använd på framförallt böcker tryckta före eller under 1800-talets första hälft. Beteckningen oktav är egentligen en teknisk term och inte en storleksangivelse. Den innebär att varje pappersark som används vid tryckningen viks så att det bildar åtta blad i den färdiga boken. Men eftersom papper under denna tid framställdes för hand och i en och samma standardstorlek, är böcker i oktavformat ungefärligen lika stora. Modern definition av oktavformat är 16–25 cm höjd (med modern pappersstorlek). Storleken är ungefär som en modern svensk pocketbok.